# Paul F. Heard
Paul F. Heard (* 13. Oktober 1913 in Olivia, Minnesota; † 27. Februar 1964 in Los Angeles, Kalifornien) war ein US-amerikanischer Filmproduzent, Filmregisseur und Autor, der 1950  für einen Oscar nominiert war.

## Biografie
In seiner ersten Filmproduktion, Edward L. Cahns Filmdrama Prejudice von 1949, wurde Heard als ausführender Produzent genannt. Mit seinem aus demselben Jahr stammenden Dokumentarfilm 
Kenji Comes Home war Heard 1950 für einen Oscar nominiert, der jedoch an die Crown Film Unit und den britischen Dokumentarfilm Daybreak in Udi ging, der über den Bau einer Geburtsklinik im Gebiet des Stammes der Udi berichtet. Der dokumentarische Spielfilm Kenji Comes Home zeichnet ein Bild des aus dem Zweiten Weltkrieg heimkehrenden Soldaten Kenji, der sich in eine Christin verliebt, was nicht nur seine Sicht auf viele Dinge ändert, sondern auch mit diversen Schwierigkeiten einhergeht.
Bei dem 1958 entstandenen Kurzfilmdrama The Broken Mask übernahm Heard neben seiner Funktion als Produzent auch die Regie. Der Film, der das Thema Rassismus aufgreift, zeigt einen Weg auf, aufeinander zuzugehen. An diese Arbeit schloss sich das Mystery-Drama Die Todesfalle von Hongkong an, in dem Heard gleich in drei Funktionen auftrat, als Produzent, Regisseur und Autor. Heards letzte gelistete Arbeit ist das Kurzfilmdrama The Secret of the Gift von 1959, für das er neben seiner Produzententätigkeit auch als Autor tätig war.
Paul F. Heard, der 1964 im Alter von 51 Jahren verstarb, ist unter dem Grünen Rasen in Altadena, Los Angeles County, Parzelle 2198, Grab 3, beigesetzt worden.

## Filmografie (Auswahl)
wenn nicht anders angegeben, als Produzent
- 1949: Prejudice
- 1949: Kenji Comes Home (Dokumentarfilm)
- 1950: What Happened to Jo Jo? (Kurzfilm)
- 1950: A Wonderful Life (Kurzfilm)
- 1950: Second Chance
- 1950: Again… Pioneers
- 1952: The Congregation
- 1953: For Every Child (Kurzfilm)
- 1954: City Story (Kurzfilm)
- 1954: The Hidden Heart (Kurzfilm)
- 1955: The Beginning (Kurzfilm)
- 1955: Each According to His Faith (Kurzfilm)
- 1958: The Broken Mask (Kurzfilm, auch Regie)
- 1958: Die Todesfalle von Hongkong (Hong Kong Affair, auch Autor und Regie)
- 1959: Alcoa Theatre (Fernsehserie, Folge Ten Miles to Doomsday)
- 1959: The Secret of the Gift (Kurzfilm, auch Autor)

## Auszeichnung
- Oscarverleihung 1950: Oscarnominierung für Kenji Comes Home